# 瓦滕斯
瓦滕斯是奧地利的城鎮，位於該國西部，由提洛州負責管轄，面積10.8平方公里，海拔高度564米，是著名水晶玻璃工藝品公司施華洛世奇總部的所在地，2012年人口7,689。